# Мідас

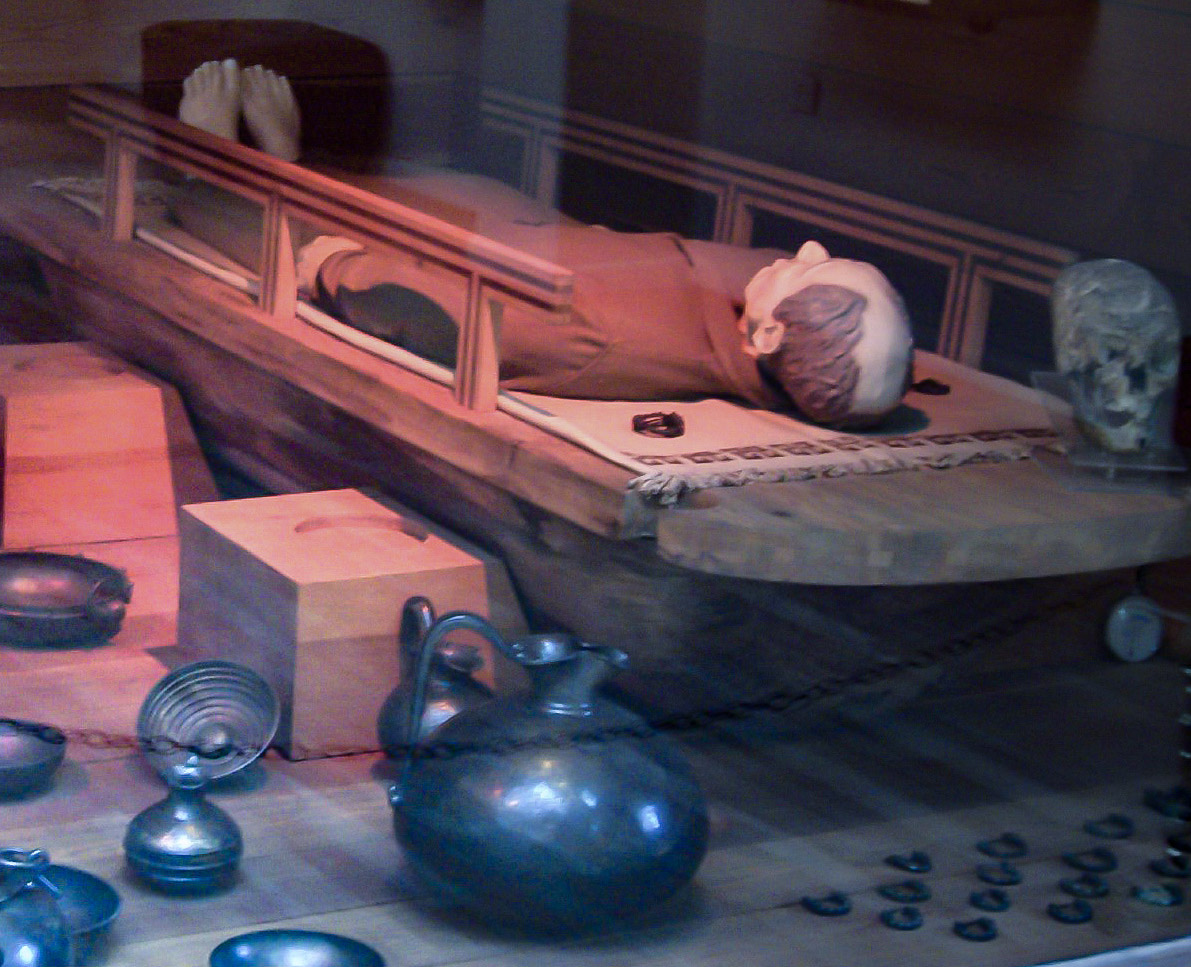
Реконструкція так званого «поховання Мідаса» (Музей анатолійських цивілізацій в Анкарі)

Міда́с (дав.-гр. Μίδας), Міта́, Мітаа (в ассирійців) або Міда (лувійською мовою) — напівлегендарний цар Фригії (738 р. до н. е. — 696 р. до н. е.). Давньогрецькі логографи і історики поєднали справжню історію Мідаса з міфами.

## Життєпис

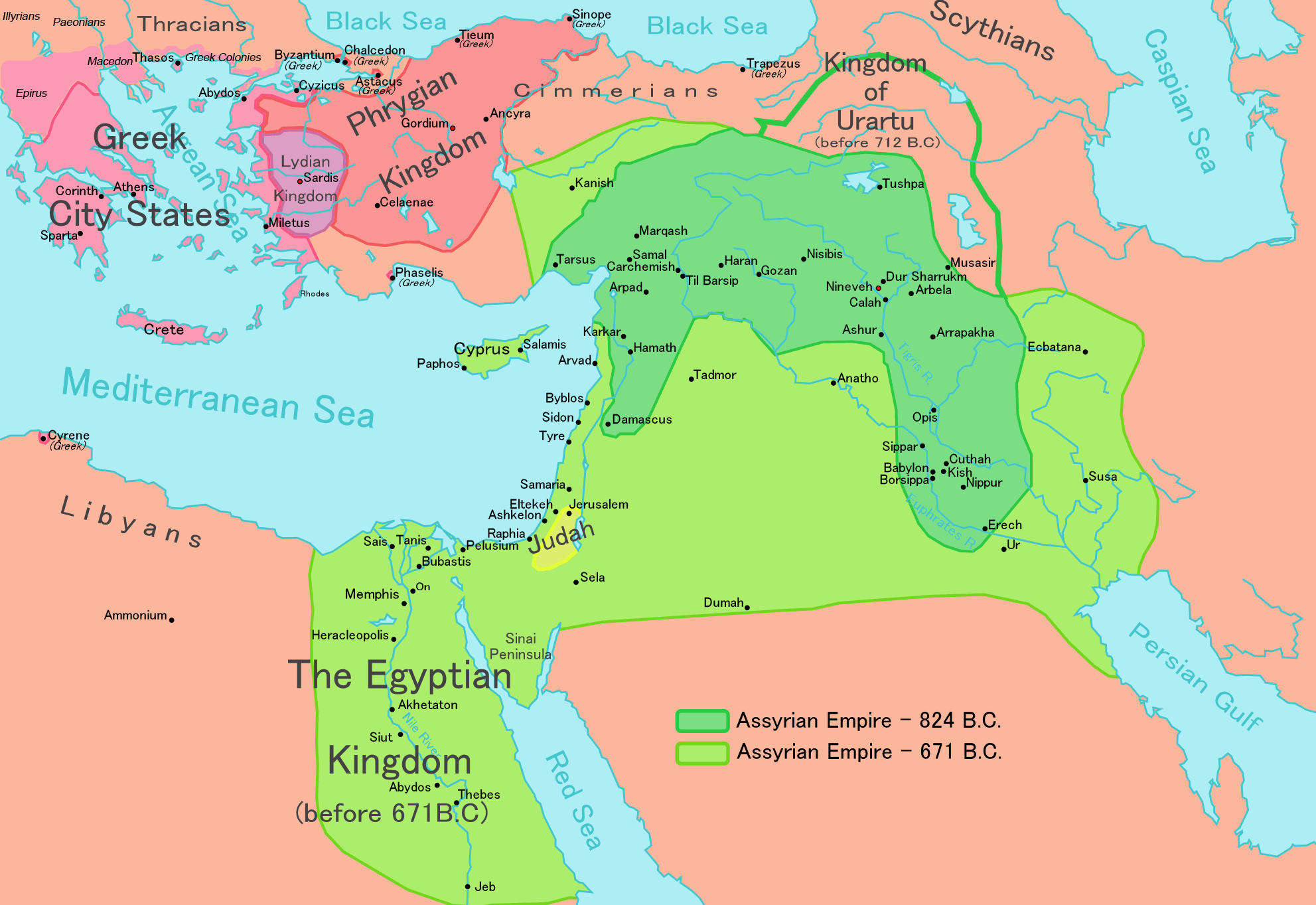
Фригія наприкінці життя Мідаса

Походив з династії Гордіїв-Мідасів (отримала назву, оскільки царі з цими іменами змінювали один одного). Син Гордія III (або Гордія I). Точна нумерація є дискусійною: самого Мідаса рахують як II або III. Відомий за мікенськими титулами ванак і лавагет (володар народу), що дає змогу дослідникам висувати теорію про тісні стосунки царя Фригії з містами Мікенської цивілізації.
Зміцнив царську владу, покаравши і стративши чимало фригійців, внаслідок чого його правління називали тиранічним. Відзначився будівництвом святилищ (найвідоміше з яких було зведено у Келенах, на місці загибелі сина Мідаса Анхура) та нових міст, зокрема Анкіри.
Багатства фригійців та їхнього царя увійшли до легенд, героєм яких був і сам Мідас. Мірилом цих статків міфи називають золото, але ця версія археологічними даними не підтверджується — поклади золотоносних річок Анатолії, які справді контролювалися Мідасом, значно активніше розроблялися за пізнішої, лідійської доби. Можливо, йшлося про те, що за правління Мідаса у Фригії винайши спосіб виготовлення латуні (орихалка) — сплаву міді з цинком, що містився в місцевому галмеї. За відтінком латунь і справді могла нагадувати золото. І саме з латуні були виготовлені казани, знайдені в так званому «Мідасовому кургані».
Версія про те, що Мідас першим почав карбувати монету також не підтверджується нумізматичними знахідками. За його правління використовували хіба що «протомонети» у вигляді невеликих кульок із золота. Поширеніша версія віддає пріоритет у винайденні «справжньої» монети Лідії.
Мідас підтримував дружні стосунки з греками, був одружений з Демодикою (або ж Гермодикою), донькою кимского царя Агамемнона, спрямував дарунки до Дельф. Намагався захопити Фракію і Кілікію.

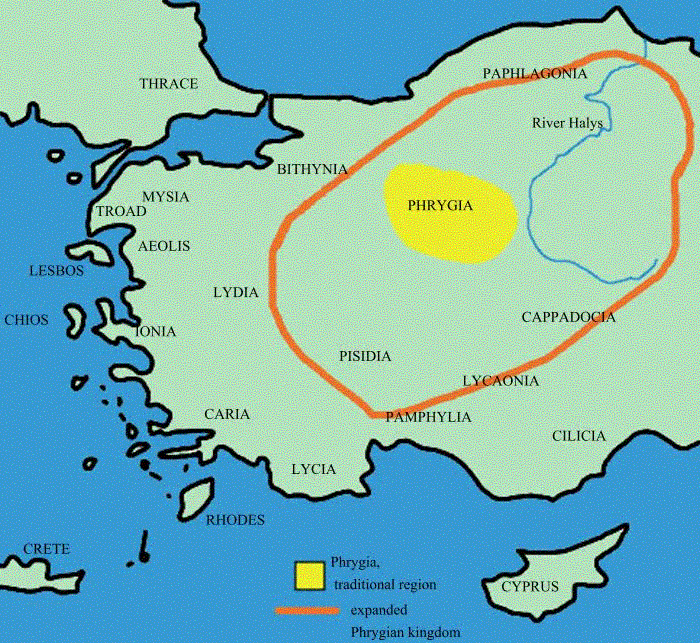
Фригія часів Мідаса (позначено
помаранчевою лінією), період розквіту

Ймовірно, продовжував політику попередників із розширення володінь в Малій Азії. Підкорив корінні землі хеттів до верхів'я річок Тигр і Євфрат. На якийсь час Фригія стала найсильнішою у цьому регіоні.
Спочатку дотримувався союзу з Ассирією. Ймовірно, це було необхідно за умови зберігання потуги царства Табал та племені каска, з яким довелося боротися за владу в центральній Анатолії. Близько 730 року до н. е. Мідас сприяв руйнуванню військових планів держав Ку'е, Табал і Урарту, спрямовані проти Ассирії. У подальші роки відбувається посилення Фригії.
У 717 р. до н. е. приєднався до коаліції з Урарту, Табала, Хілакку і Каркеміша, що виступала проти ассирійського царя Саргона II. Проте Мідас не зміг вчасно з'єднатися із союзниками, наштовхнувшись на спротив держави Ку'е. Врешті-решт зазнав поразки від ассирійців й був змушений визнати зверхність Ассирії (707 р. до н. е.). Водночас вимушений був боротися проти перших атак кімерійців, які перетнули Кавказькі гори й вийшли до Малої Азії. Внаслідок чого відступив до річки Галіс, втративши раніше захоплені землі.
У 696 р. до н. е. зазнав поразки від кімерійців і наклав на себе руки — випив бичачої крові. За іншою версією вторгнення кімерійців до Фригії сталося близько 675 року до н. е. (після їхніх поразок від Ассирії). Тоді вже правив онук цього Мідаса — Мідас III (IV). Саме він зазнав нищівної поразки і загинув, а Фригія зменшилася до невеличкого царства (останній нащадок Мідаса — Гордій III або V правив до 546 року до н. е.).

## Легенди
За однією з легенд цар Мідас отримав від Діоніса дар перетворювати усе, до чого торкалося його тіло, на золото. Через деякий час, накопичивши гори золота, Мідас збагнув, що його чекає голодна смерть, оскільки їжа, до якої торкалися його руки чи губи, відразу перетворювалась на жовтий метал. Усе ж Діоніс змилувався над царем і звелів змити з себе гріх жадоби у водах Пактола, який став золотоносним.
За свідченням Георгія Агріколи Мідас володів золотими копальнями на горі Берім.